# ملجأ للطوارئ
ملجأ للطوارئ هي لعبة محاكاة فيديو مجانية طورتها بيثيسدا غيم ستوديوز بالتعاون مع بيهيفيور إنتراكتيف، ونشرتها بيثيسدا سوفت ووركس. كجزء من سلسلة فول أوت، أصدرت اللعبة عالميًا لأجهزة آي أو إس في يونيو 2015م، ولأجهزة أندرويد في أغسطس 2015م، ولمايكروسوفت ويندوز في يوليو 2016م، ولإكس بوكس ون في فبراير 2017م، ولبلاي ستايشن 4 ونينتندو سويتش في يونيو 2018م. واللعبة متوفرة أيضًا في سيارات تسلا. تُكلّف اللعبة اللاعب ببناء قبو خاص به وإدارته بفعالية، وهو ملجأ ضد النووي.
عند الإصدار، تلقت اللعبة مراجعات معظمها إيجابية. أشاد النقاد بكون اللعبة امتداد لسلسلة فول أوت، ومضمون اللعبة، ومؤثراتها البصرية. بينما تضمنت الانتقادات افتقار اللعبة إلى العمق، واستخدامها للمعاملات الدقيقة غير الضرورية، وافتقارها للنهاية. حققت اللعبة وقتها 5.1 مليون دولار أمريكي (ما يعادل حوالي 5.5 مليون دولار أمريكي في عام 2019) مبيعات في أول أسبوعين بعد إصدارها. ورغم كون لعبة ملجأ للطوارئ هي لعبة أحادية اللاعب، إلا أنه تم إصدار لعبة لوحية متعددة اللاعبين من اللعبة بعد حوالي خمس سنوات من إصدارها الأصلي.

## اللعب
في ملجأ للطوارئ، يقوم اللاعبون ببناء وإدارة قبو خاص بهم كمشرف - قائد ومنسق القبو الخاص بهم. يقوم اللاعبون بتوجيه وتوجيه مواطني القبو، المعروفين باسم السكان، ويحتاجون إلى إسعادهم من خلال تلبية احتياجاتهم مثل الطاقة والغذاء والماء. إنهم ينقذون السكان من الأراضي القاحلة ويخصصونهم لمباني مختلفة لتوليد الموارد في القبو، باستخدام نظام الإحصائيات الخاص من ألعاب الملجأ الأخرى. يؤثر الملف الشخصي الخاص بكل شخصية على قدرتها على إنشاء موارد مختلفة، ويمكن زيادة إحصائياتهم من خلال تدريبهم في غرف مخصصة لكل إحصائية. يمكن للساكنين رفع مستواهم بمرور الوقت، وزيادة صحتهم، ويمكن إعطاؤهم عناصر وأسلحة جديدة للمساعدة في المهام المختلفة. يمكن زيادة عدد السكان من خلال انتظار وصول سكان جدد من الأراضي القاحلة أو عن طريق إقران رجل وامرأة ساكن في أماكن المعيشة لإنجاب أطفال.
تعتبر موازنة الموارد مثل الغذاء والماء والطاقة جانبًا مهمًا من جوانب اللعبة. يمكن بناء العديد من الغرف المختلفة في القبو، مما يوفر عناصر مختلفة أو مكافآت أساسية. لا يُطلب من اللاعبين إنفاق الأموال من أجل تسريع الموقتات الطويلة أو العمليات، بدلاً من ذلك لديهم الخيار لإكمال المهام على الفور مع خطر الإخفاقات الكارثية - مثل الحرائق أو الغزو «الراداري». يكافأ اللاعبون أحيانًا بصناديق غذاء تحتوي على مكافآت، مثل العناصر أو الموارد، والتي يمكن شراؤها بشكل منفصل من خلال المعاملات الدقيقة.

## التطوير
في مقابلة عام 2009 مع إنجادجيت، أثناء الحديث عن لعبة فال أوت المحتملة لنظام التشغيل آي أو إس، قال تود هوارد من بيثيسدا إن عالم فال أوت «فريد بما يكفي بحيث يمكن ترجمته إلى أي منصة»، وكشف أن العديد من تصميمات لعبة آي أو إس فال أوت (ملجأ للطوارئ) قد تم طرحها ورفض. في 5 تشرين الثاني 2009، قال جون كارماك، الذي كان يعمل في ذلك الوقت في شركة معرف البرمجيات، إنه على الرغم من أنه لم يكن رسميًا بعد، إلا أنه كان لديه دليل داخلي على المفهوم المصنوع من لعبة فال أوت ايفون. قال كارماك إنه من المحتمل أن يشارك شخصيًا في صنع اللعبة، رغم أنه كان يعمل في ذلك الوقت في مشاريع أخرى. وأضاف أنه «على الأقل سأقدم رمزًا».